# Desa Kedungwaru (administrativ by i Indonesien, lat -7,72, long 109,81)
Desa Kedungwaru är en administrativ by i Indonesien.   Den ligger i provinsen Jawa Tengah, i den västra delen av landet, 400 km sydost om huvudstaden Jakarta.